# 遠藤章 (原子力研究者)
遠藤 章（えんどう あきら、1961年2月生まれ）は日本原子力研究開発機構（旧日本原子力研究所）の研究者。茨城県日立市出身。

## 経歴
1988年4月 日本原子力研究所保健物理部研究員、1998年4月に副主任研究員、2002年4月に主任研究員となった。
2005年10月 独立行政法人日本原子力研究開発機構設立時に、原子力基礎工学研究部門 環境・放射線科学ユニット 放射線防護研究グループリーダー、2012年4月から環境・放射線科学ユニット長を務めた。
2015年4月 国立研究開発法人日本原子力研究開発機構へ改組時に、原子力科学研究部門 原子力基礎工学研究センター 副センター長、2019年4月からはセンター長を務めた。　2021年4月から原子力科学研究部門副部門長および原子力科学研究所長を務め、2023年4月 JAEAフェローに就任した。

## 業績
放射線は、最先端の学術研究から生活に身近な医療利用まで幅広く活用され、現代社会を支えている。放射線を有効かつ安全に利用するための被ばく線量評価には、米国核医学会、国際放射線防護委員会（ICRP）のデータベースが、世界の標準データとして利用されてきた。しかし、1980年代に開発されたデータベースは、医療や科学技術の発展に求められる高度な線量評価に対応できない問題が顕在化し、より進化したデータベースが世界中で求められていた。
遠藤は、これらの問題を克服するため、放射性医薬品が人体に与える影響をDNAレベルまで詳細に評価できる計算手法を開発した。また、人体内で複雑な原子核反応を引き起こすために困難だった、大型加速器で発生する高エネルギー放射線に対する線量評価手法を確立した。これらの手法を用いて、線量評価用データベースを新たに開発した。
遠藤が開発したデータベースは米国核医学・分子イメージング学会及び国際放射線防護委員会によって推奨され、世界標準となっている。

## 受賞、受章
- 2003年 第35回日本原子力学会賞 技術賞 「最新の人体被ばく線量計算用放射性核種崩壊データベースの開発」[7]
- 2006年 第38回日本原子力学会賞 技術賞 「人体組織試料を用いた緊急時の被ばく線量評価法の開発」[7]
- 2013年 文部科学大臣表彰 科学技術賞 開発部門 「核医学及び放射線防護線量評価用世界標準データベースの開発」[8]
- 2019年 令和元年春の紫綬褒章[9]「核医学及び放射線防護線量評価用世界標準データベースの開発」